# Nostra Aetate

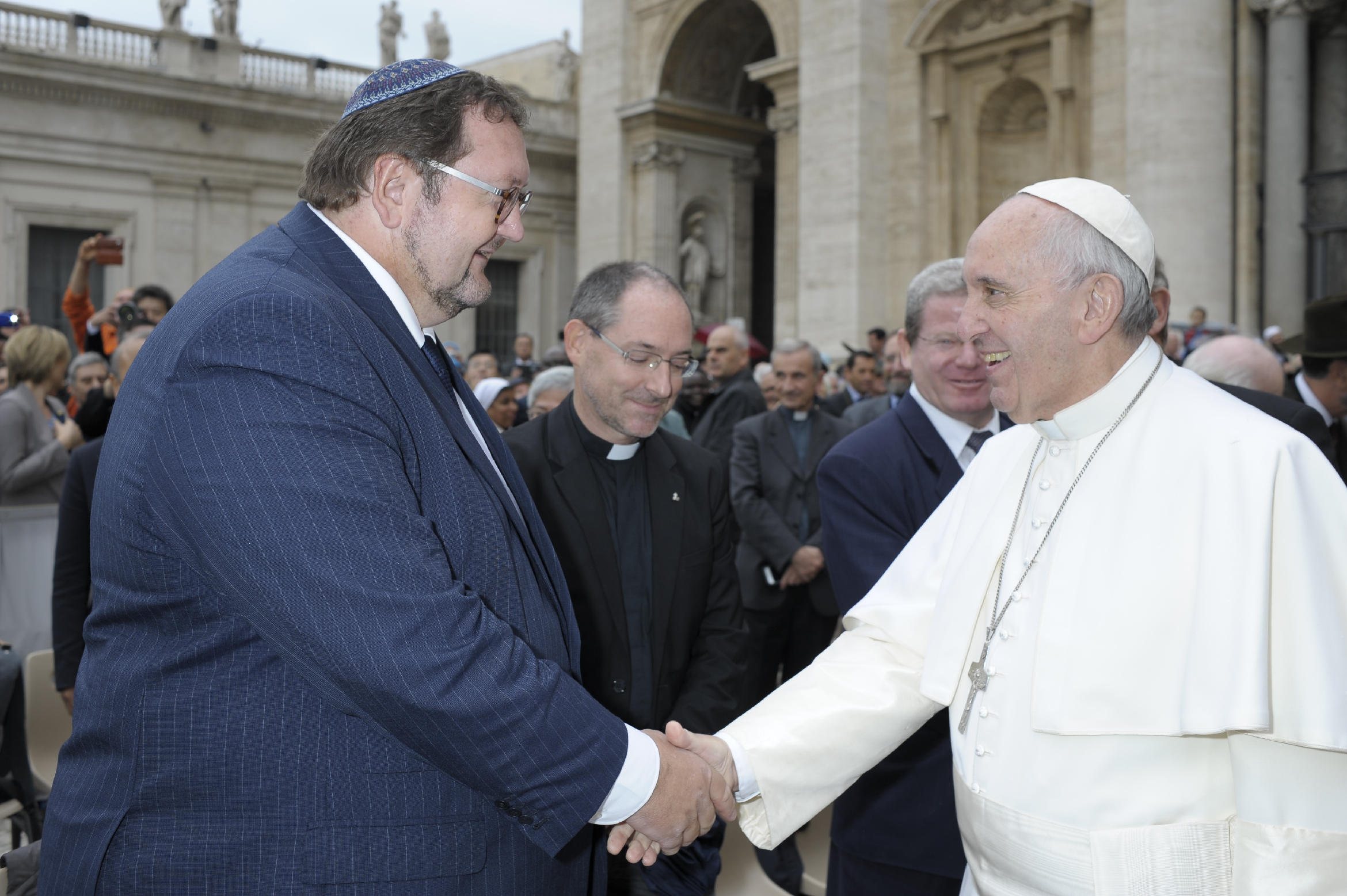
Papa Francisc salutându-l pe rabinul Walter Homolka cu ocazia împlinirii a 50 de ani de la promulgarea declarației Nostra Aetate, 28 octombrie 2015

Nostra Aetate (în traducere din latină, „În vremea noastră”) este declarația privind relațiile Bisericii cu religiile necreștine dată de al Doilea Conciliu de la Vatican. Adoptată cu 2.221 de voturi pentru și 88 împotrivă, exprimate de episcopii adunați, această declarație a fost promulgată la 28 octombrie 1965 de papa Paul al VI-lea.

## Sumarul textului final
1. Introducere
2. Hinduși, budiști și alte religii
3. Musulmani
4. Evrei
5. Concluzii

Declarația începe cu o descriere a unității originii tuturor oamenilor și cu afirmarea credinței că toți se întorc la Dumnezeu; și astfel scopul lor este același. Introducerea descrie întrebările veșnice pe care omul și le-a pus de la începuturi, și felul cum diverse religii au încercat să le dea răspuns. Printre aceste răspunsuri, sunt amintite cele date de hinduși, budiști și de membrii altor credințe acestor întrebări filosofice. Se punctează dorința Bisericii Catolice de a accepta unele adevăruri existente în alte religii, în măsura în care ele reflectă învățăturile catolice și în care pot conduce sufletul omului la Hristos.
Partea a treia continuă afirmând că Biserica Catolică îi privește cu stimă pe musulmani, și arată punctele pe care Islamul le are în comun cu creștinismul și catolicismul: venerarea unui singur Dumnezeu, creatorul cerului și al Pământului, atotputernic și milostiv, care a vorbit oamenilor; respectul musulmanilor pentru Avraam și pentru Maria, și marele respect pe care îl au pentru Isus, pe care îl consideră a fi profet, dar nu Dumnezeu. Sinodul a cerut tuturor catolicilor și musulmanilor să uite de ostilitățile și diferențele lor și să lucreze împreună pentru înțelegere reciprocă.
Partea a patra vorbește despre legătura dintre oamenii „Noului Legământ” (creștinii) și cei ai „legământului lui Avraam” (credincioșii mozaici). Se afirmă că deși autoritățile evreiești din vremea respectivă au cerut moartea lui Isus, nu pot fi învinuiți pentru aceasta toți evreii din acea vreme, și cu atât mai puțin evreii din vremea noastră, repudiind astfel orice acuzație colectivă de deicid; „evreii nu trebuie prezentați ca fiind respinși sau blestemați de Dumnezeu”. Declarația deplânge toate manifestările de antisemitism.
Partea a cincea afirmă că toți oamenii sunt creați după chipul și asemănarea lui Dumnezeu, și că este împotriva învățăturilor Bisericii să se facă discriminări, să se urască sau să se hărțuiască orice persoană și orice grup de persoane pe baza culorii pielii, rasei, religiei, condițiilor de trai și așa mai departe.

## Receptarea declarației
Textul declarației Nostra Aetate nu a fost acceptat de clericii tradiționaliști care din acest motiv s-au rupt de Biserica Catolică și au întemeiat Societatea Sf. Pius al X-lea.